# Нехтон ап Гвидно
Нехтон (валл. Nechton; умер в 621 году) — король Альт Клуита (Стратклайда) (617—621).
Нехтон был сыном Гвидно ап Каурдара ап Гарбониан ап Думнагуал Старый. Таким образом он приходился своему предшественнику, Константину, четвероюродным братом. Некоторые историки отождествляют Нехтона Альт-Клуитского с королём пиктов Нехтоном II. В 621 году ему наследовал его второй сын Бели.